# P-トルエンスルホン酸
p-トルエンスルホン酸（p-トルエンスルホンさん、p-toluenesulfonic acid）は、芳香族スルホン酸である。通称トシル酸（tosic acid）。PTSA、TSA、TsOH と略記されることもある。室温では白色の固体で、多くは一水和物として市販されている。水や多くの有機溶媒に可溶で、水溶液は強酸性を示す。

## 製法
トルエンを、濃硫酸あるいは発煙硫酸の作用によりスルホン化させて合成する。このときに副成するオルト体は、サッカリンの原料となる。

## 用途
有機溶媒に可溶な強酸であること、共役塩基の陰イオン（トルエンスルホナートアニオン、CH3C6H4SO−
3）の求核性が低いことなどから、有機合成において酸触媒として多用される。
水酸化ナトリウムで中和するとナトリウム塩が得られ、そこへ五塩化リンを作用させると塩化パラトルエンスルホニルが得られる。
p–CH
3C
6H
4SO
3Na + PCl
5  →  p–CH
3C
6H
4SO
2Cl
パラトルエンスルホン酸のピリジニウム塩である、パラトルエンスルホン酸ピリジニウム（pyridinium p-toluenesulfonate、略称 PPTS）も、穏和な酸触媒として有機合成で用いられる。
パラトルエンスルホナートアニオンは、その負電荷が非局在化されており安定で求核性も低い性質から、優れた脱離基でもある。アルコールのヒドロキシ基を求核種で置換したい場合に、ヒドロキシ基をいったんパラトルエンスルホン酸エステル（トシラート）に誘導し、それから求核剤を作用させてトシル基と求核種を置き換える経路が用いられる。
また、直接第Xa因子阻害薬の1種であるエドキサバン、抗アレルギー薬のスプラタストなどの医薬品は、パラトルエンスルホン酸との塩の形にして製剤化されている。